# Histoire des grands-parents que je n'ai pas eus
Histoire des grands-parents que je n’ai pas eus est une enquête publiée en 2012 par l’historien Ivan Jablonka.
Le livre raconte la vie des grands-parents paternels de l’auteur, Mates et Idesa Jablonka, depuis leur naissance dans un village de Pologne au début du XXe siècle jusqu’à leur assassinat à Auschwitz en 1943, en passant par leur exil dans la France des années 1930. À travers le parcours singulier de ses aïeux, Jablonka aborde les tragédies du XXe siècle : le stalinisme, la montée des périls, l’Occupation allemande, la Deuxième Guerre mondiale et la Shoah.
Une nouvelle édition avec une préface inédite est publiée aux Editions Points-Seuil en janvier 2023  (ISBN 9782757899519).

## Résumé
Mates et Idesa sont nés respectivement en 1909 et 1914 à Parczew, un shtetl d’Europe orientale, « aux confins de la Pologne, de l’Ukraine et de la Biélorussie ». Nés chacun dans une famille pauvre, de parents juifs orthodoxes, ils deviennent communistes à peine sortis de l’adolescence. 
Ils se rencontrent dans une organisation de jeunesse du Parti communiste polonais, alors illégal. Après avoir purgé une peine de prison, ils émigrent en 1937 dans la France du Front populaire. En effet, ils quittent leur pays natal en proie à l'antisémitisme et à la répression politique sous la houlette du maréchal Edward Rydz-Śmigły.
Sans papiers, ils mènent une vie précaire d’immigrés clandestins dans le quartier de Belleville à Paris. Deux enfants naissent en 1939 et 1940 (la tante et le père de l’auteur). Au début de la guerre, Mates s’engage dans un régiment de volontaires étrangers et vit la débâcle de mai-juin 1940. 
Pendant l’Occupation, ils échappent à la rafle du Vél d’Hiv, mais ils sont finalement arrêtés à leur domicile, passage d'Eupatoria dans le 20e arrondissement de Paris, au matin du 25 février 1943. Transférée au camp de Drancy, Idesa se déclare « M.0.E. » (mariée, zéro enfant) dans l’espoir de sauver ses deux enfants, cachés chez un voisin. Mates et Idesa sont déportés vers Auschwitz dans le convoi no 49 du 2 mars 1943. Mates travaille dans la main-d’œuvre esclave du Sonderkommando. Les deux petits sont sauvés grâce à l’aide de fermiers en Bretagne, mais leurs parents ne reviendront pas.

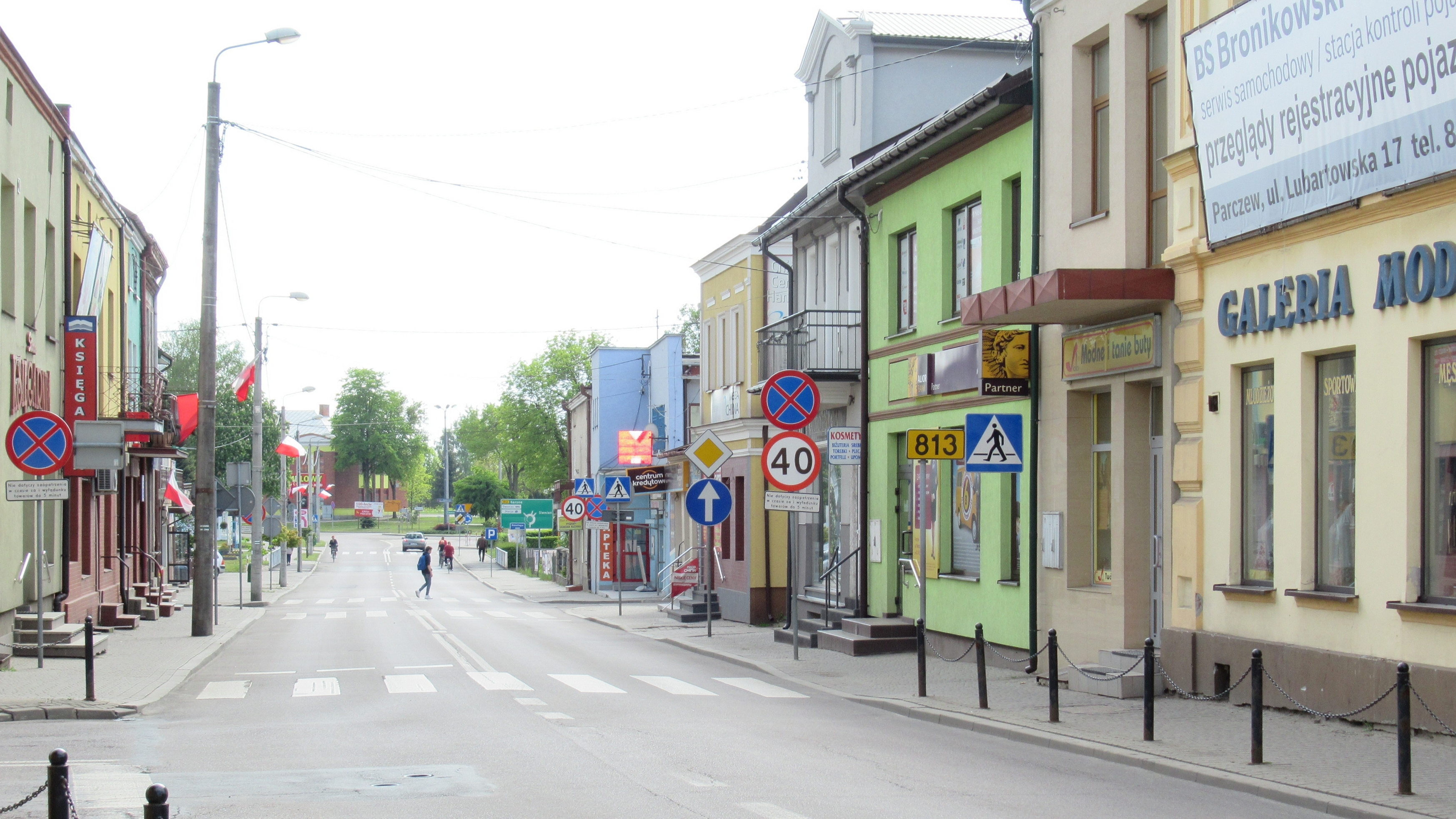
Rue du 11 Novembre à Parczew.
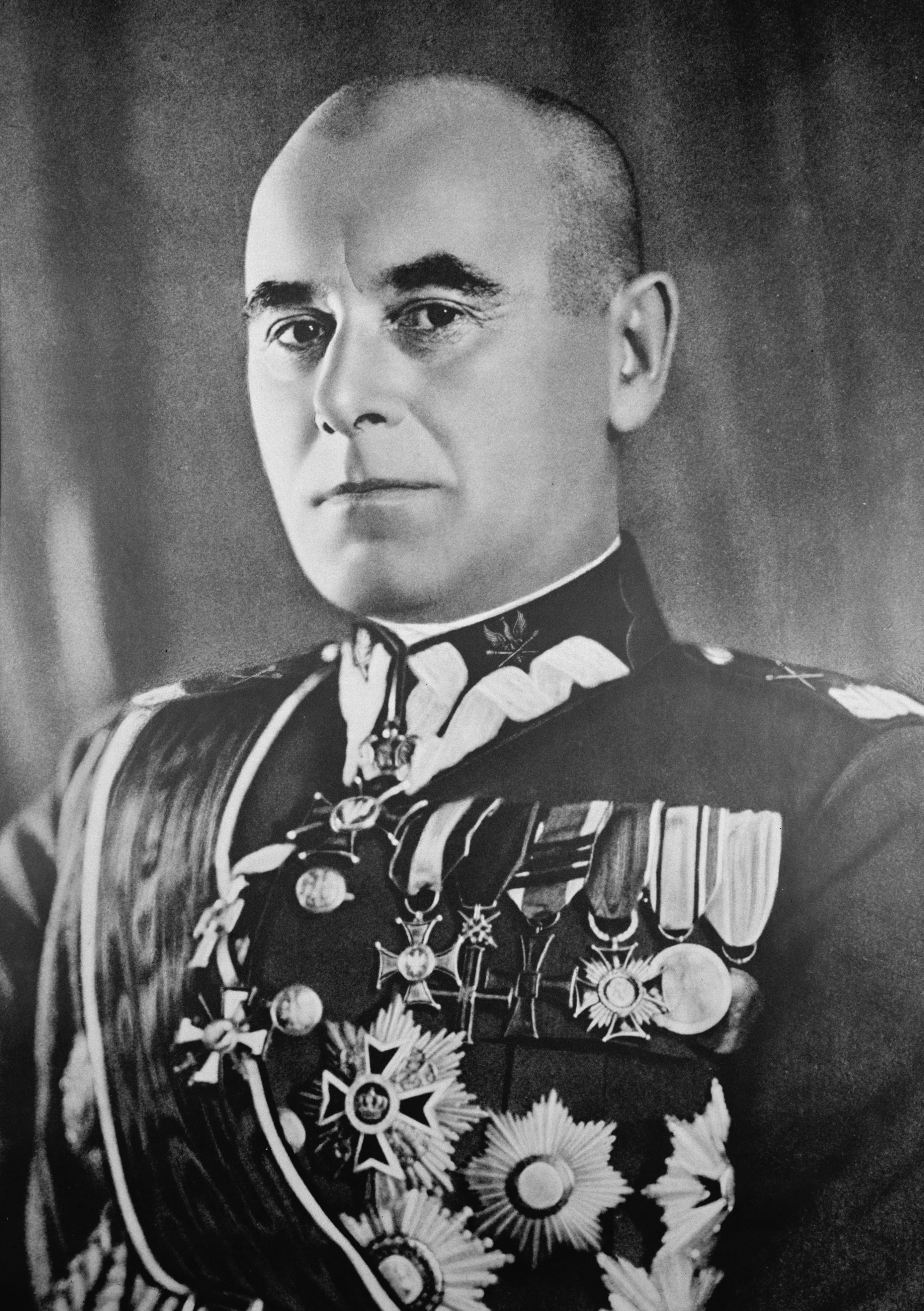
Rydz-Śmigły, homme fort de Pologne.
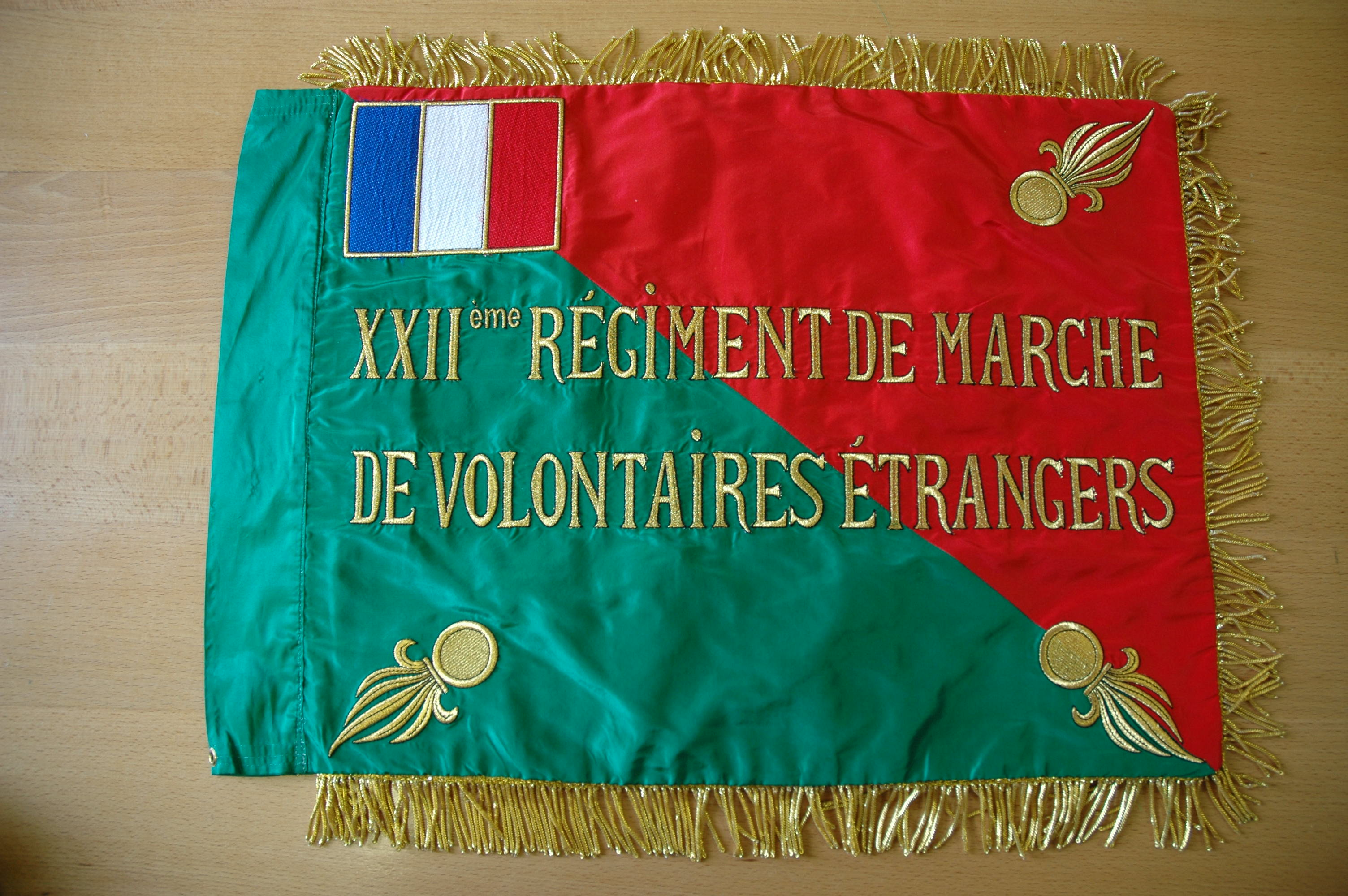
Fanion du 22e régiment de marche des volontaires étrangers.
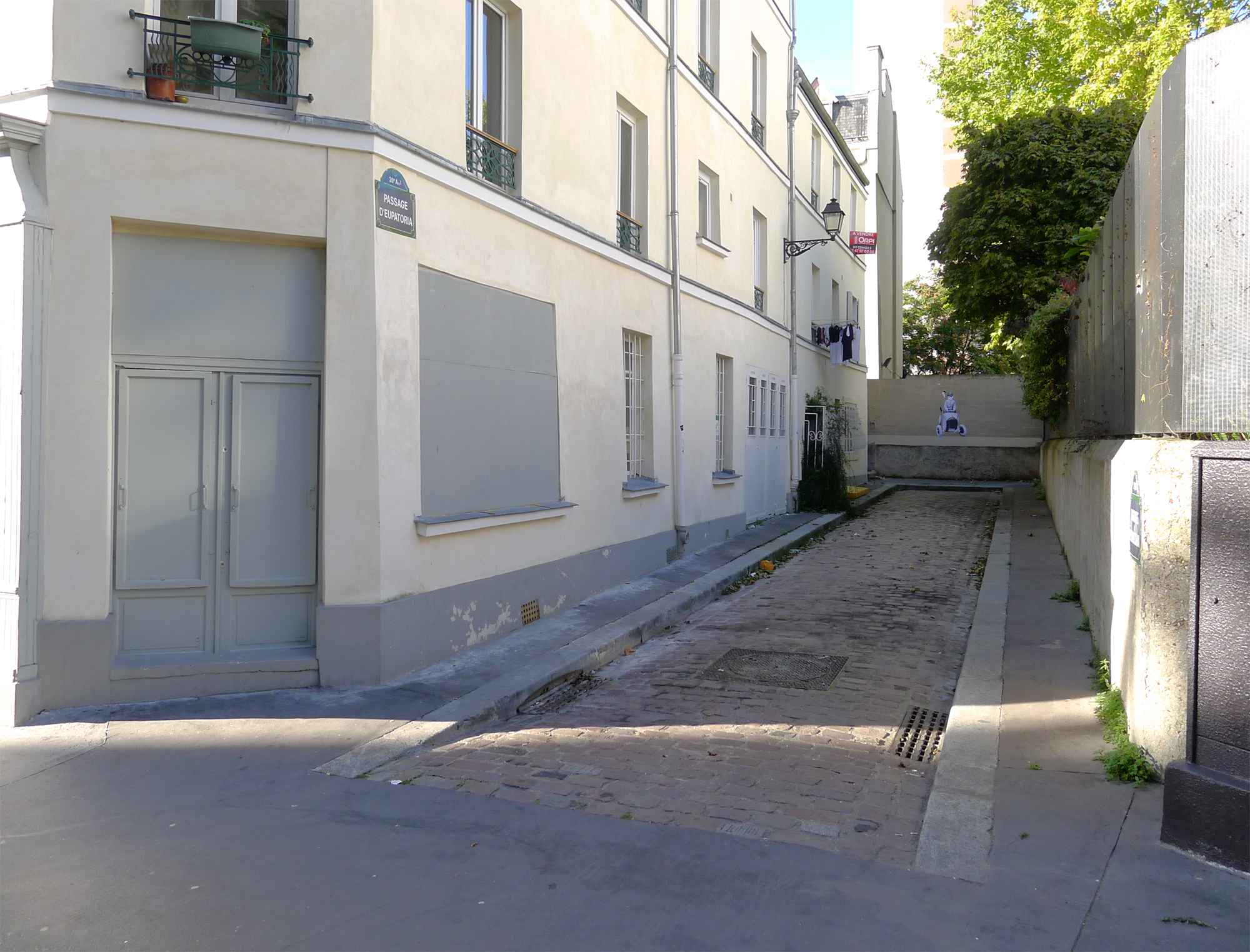
Le passage d'Eupatoria à Paris, où Matès et Idesa sont arrêtés en 1943.
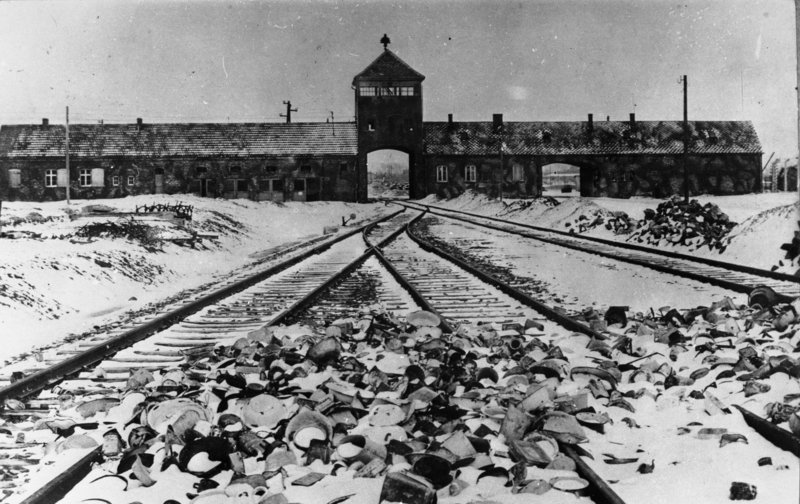
L'entrée du centre de mise à mort de Birkenau.

## Analyse
L’enquête de Jablonka repose sur des archives (France et Pologne notamment, comme les dossiers du Fonds de Moscou) et des témoignages (les derniers témoins vivants et les enfants de témoins décédés). Pour retrouver la trace de ses grands-parents, l’auteur a voyagé en Pologne, en Israël, en Argentine et aux États-Unis.
Du point de vue littéraire, Histoire des grands-parents que je n’ai pas eus exprime plusieurs influences. En tant que livre de mémoire luttant contre l’oubli et l’anéantissement, il a été rapproché des Disparus de Daniel Mendelsohn (que Jablonka a recensé en 2007) et des ouvrages de Georges Perec,. W ou le souvenir d'enfance est d’ailleurs cité en exergue, aux côtés de Jules Michelet.
Du point de vue historiographique, le livre s’inscrit dans le courant de l'histoire des vies ordinaires (Michel Foucault, Alain Corbin), de l'ego-histoire (Pierre Nora), de la micro-histoire (Carlo Ginzburg) et plus précisément de la micro-histoire de la Shoah.
D’un point de vue méthodologique, Jablonka introduit des outils qu’il réutilisera dans ses ouvrages ultérieurs (notamment Laëtitia ou la fin des hommes) : tombeau pour les disparus, récit de l’enquête, interdisciplinarité, alternance entre passé et présent, « je » de méthode, littérature du réel, etc.. Il a déclaré qu'écrire à la première personne était incontournable, car les « raisonnements, questionnements, hypothèses, toutes les opérations intellectuelles qui [lui] permettent de restituer ces vies disparues sont au cœur du livre ».
En 2014, Jablonka a écrit que Histoire des grands-parents que je n'ai pas eus était « une expérience littéraire et épistémologique qui consiste à raconter la méthode. »

## Réception
À la sortie du livre, les critiques sont positives.
- Pour l’historien André Burguière dans Le Nouvel Observateur, de nombreux livres ont été écrits sur cette tragédie, « mais aucun n'avait su associer des qualités aussi exceptionnelles d'écrivain et d'historien »[11].
- Pour Télérama, le livre tisse « la grande Histoire avec les histoires humaines »[12].
- Pour Le Monde, il s’agit d’un « très grand livre »[6].
- Pour la revue Études, l’auteur a su entrecroiser « les explorations les plus techniques (…) avec le récit, chargé d’émotion. Cet entrecroisement donne à l’ouvrage un caractère exceptionnel, et cela dans une forme littéraire de haute qualité. » [13]

En 2012, le livre a reçu trois prix : le prix du Sénat du livre d’histoire, le prix Guizot de l’Académie française, le prix Augustin Thierry des Rendez-vous de l’Histoire de Blois.
En 2015, le livre a été inscrit au programme de Sciences Po - Grenoble.
En 2022, le livre s'était vendu à 30 000 exemplaires.
L'écrivaine Marie de Lattre a déclaré que le livre l'avait encouragée à écrire le sien, La Promesse :

« Jablonka vivait à deux rues de chez ses grands-parents, sans le savoir, comme moi. Je me suis dit que, s’il avait pu reconstituer leur histoire en ne partant de rien, il n’y avait pas de raison que moi, qui disposais de lettres et de nombreuses photographies, je n’y arrive pas. »

— Marie de Lattre, Le Monde